# Aモーター
Aモーター（AEON MOTOR CO.,LTD.）は、台湾台南市山上区に本社があるオートバイメーカーである宏佳騰動力科技股份有限公司のオートバイ・ATVブランドである。

## 概要
1997年にオートバイ、スクーターの部品製造工場として宏佳騰動力科技股份有限公司が設立。1998年にAEONのブランドを創設。50/90/125ccスクーターを欧州、アメリカ市場に投入。2000年に50/90ccのATVのコブラをアメリカ市場に投入。ポラリス・インダストリーズのODM、OEM供給を開始。2001年に50/90/125ccのオンロードATVを欧州市場に投入。2013年に日本市場に参入し現地法人Aモータースジャパン設立。

## 製品

### オートバイ
- MY 125/150

### スクーター
- CO-IN 110/125
- OZ/OZe/OZs 125/150
- ES150
- Elite 125/250/300i/350
- Elite 3D-350
- Urban 125/350

### ATV
- COBRA 50/100/220/320/350/400
- MINIKOLT 50
- CROSSLAND 300
- CROSSLAND 4X4 350/400
- CROSSLAND RX 350/400